# Szefowie Sztabu Obrony (Wielka Brytania)

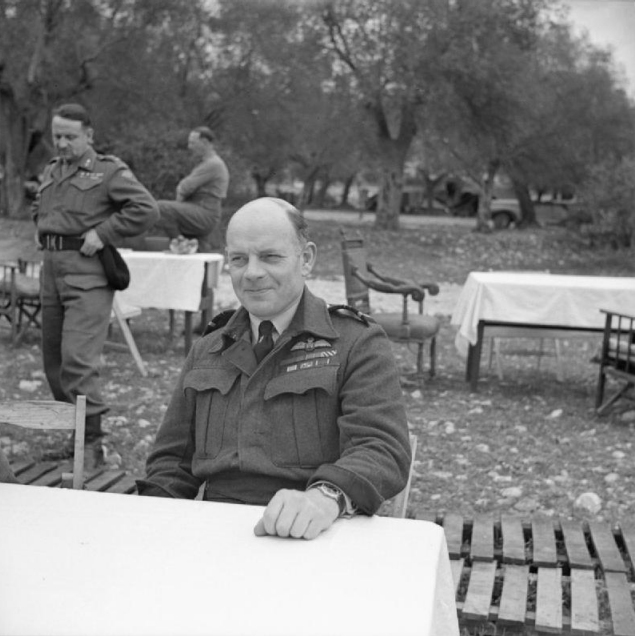
William Dickson

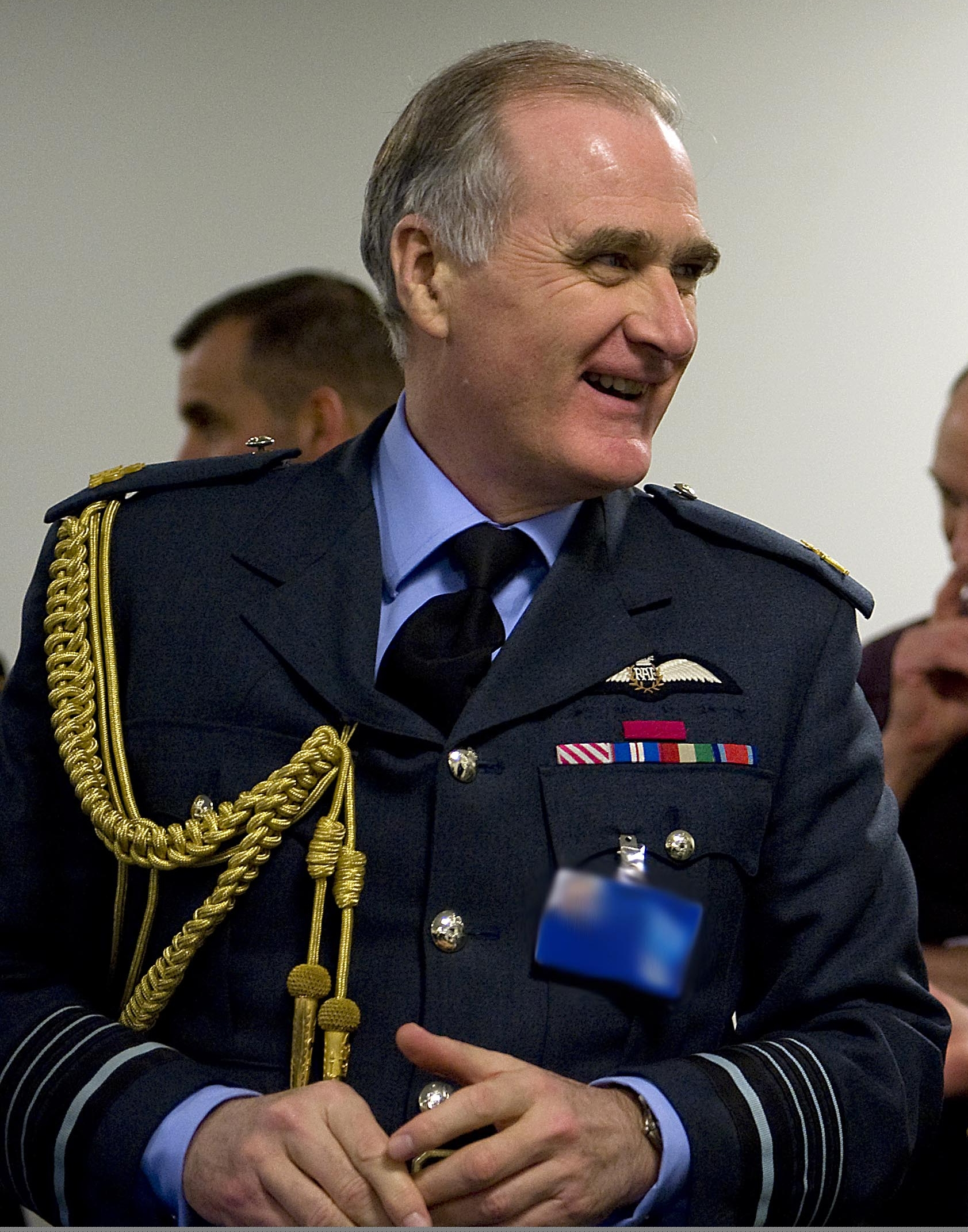
Sir Jock Stirrup

Szef Sztabu Obrony (en. Chief of the Defence Staff) jest naczelnym dowódcą Brytyjskich Sił Zbrojnych (British Army, Royal Navy i RAF-u).
Lista szefów Sztabu Obrony
- 1956–1959: William Dickson
- 1959–1965: Louis Mountbatten, 1. hrabia Mountbatten of Burma
- 1965–1967: Richard Amyatt Hull
- 1967–1971: Charles Elworthy
- 1971–1973: Peter Hill-Norton
- 1973–1976: Michael Carver
- 1976–1977: Andrew Humphrey
- 1977–1977: Edward Ashmore
- 1977–1979: Neil Cameron
- 1979–1982: Terence Lewin
- 1982–1985: Edwin Bramall
- 1985–1988: John Fieldhouse
- 1988–1991: David Craig
- 1991–1992: Richard Vincent
- 1992–1994: Peter Harding
- 1994–1997: Peter Inge
- 1997–2001: Charles Guthrie
- 2001–2003: Michael Boyce
- 2003–2006: Michael Walker
- 2006–2010: Jock Stirrup
- 2010–2013: David Richards
- od 2013: Nick Houghton